# Roderich von Dewitz
Roderich Stephan Friedrich von Dewitz (* 5. September 1854 in Schneidemühl; † 18. September 1935 in Hannover) war ein preußischer Generalleutnant.

## Leben

### Herkunft
Roderich entstammte dem Haus Golz des Adelsgeschlechts von Dewitz. Seine in Weimar verstorbenen Eltern waren der preußische Oberstleutnant Adolf von Dewitz (1804–1884) und dessen Ehefrau Antonie, geborene von Kienitz (1825–1894), Tochter des preußischen Steuerrats Wilhelm von Kienitz und der Constanze von Béguelin. Der preußische Generalleutnant Louis von Dewitz (1857–1939) war sein jüngerer Bruder.

### Militärkarriere
Nach dem Besuch des Friedrich-Wilhelms-Gymnasiums in Berlin sowie der Kadettenhäuser in Potsdam und Berlin wurde Dewitz am 28. April 1872 als charakterisierter Portepeefähnrich dem 6. Westfälischen Infanterie-Regiment Nr. 55 der Preußischen Armee überwiesen. Mitte Oktober 1873 avancierte er zum Sekondeleutnant und war vom 12. Juni bis zum 1. Oktober 1877 als Kompanieoffizier an die Unteroffizierschule in Biebrich kommandiert. Anschließend absolvierte er für drei Jahre die Kriegsakademie in Berlin. Mitte Juli 1883 erhielt er einen dreimonatigen Urlaub nach Russland bewilligt und stieg zwei Monate später zum Premierleutnant auf. Vom 16. August 1887 bis zum 22. Mai 1889 war er als Kompanieoffizier erneut an die Unteroffizierschule in Biebrich kommandiert. Anschließend diente Dewitz als Hauptmann und Chef der 3. Kompanie in seinem Stammregiment. Daran schloss sich am 27. Januar 1896 seine Kommandierung als Adjutant der 15. Division in Köln an. In dieser Stellung wurde Dewitz Mitte September 1896 als überzähliger Major in das 8. Rheinische Infanterie-Regiment Nr. 70 nach Saarbrücken versetzt und am 27. Januar 1898 zum etatmäßigen Stabsoffizier ernannt. Mit der Ernennung zum Kommandeur des I. Bataillons erfolgte ein Jahr später seine Versetzung nach Konstanz in das 6. Badische Infanterie-Regiment „Kaiser Friedrich III.“ Nr. 114. Im Herbst 1900 nahm er an der Generalstabsreise des XIV. Armee-Korps teil und erhielt im Mai 1902 die Erlaubnis zur Annahme des Ritterkreuzes I. Klasse des Ordens vom Zähringer Löwen. Unter Beförderung zum Oberstleutnant trat Dewitz am 22. März 1903 zum Stab des Königs-Infanterie-Regiment (6. Lothringisches) Nr. 145 nach Metz über. Am 10. April 1906 wurde Dewitz Oberst und Kommandeur des 2. Nassauischen Infanterie-Regiments Nr. 88 in Mainz. Als solcher erhielt er am 12. August 1908 das Komturkreuz II. Klasse des Verdienstordens Philipps des Großmütigen sowie den Kronen-Orden II. Klasse und das Komturkreuz des Ordens der Krone von Italien. Mit seiner Beförderung zum Generalmajor wurde er am 22. März 1910 als Kommandeur der 83. Infanterie-Brigade nach Erfurt versetzt. In dieser Stellung erhielt er anlässlich des Ordensfestes im Januar 1912 den Roten Adlerorden II. Klasse mit Eichenlaub sowie im gleichen Jahr das Ehrenkreuz von Schwarzburg I. Klasse und das Komturkreuz mit Stern des Hausordens der Wachsamkeit oder vom Weißen Falken. In Genehmigung seines Abschiedsgesuches wurde Dewitz am 22. April 1912 unter Verleihung des Charakters als Generalleutnant mit der gesetzlichen Pension zur Disposition gestellt.
Während des Ersten Weltkriegs wurde Dewitz als z.D.-Offizier wiederverwendet und war vom 2. August 1914 bis zum 12. September 1918 Kommandeur der stellvertretenden 37. Infanterie-Brigade in Oldenburg.

### Familie
Am 27. September 1889 hatte er sich in Perow mit Juliane von Vogelsang (1860–1892) aus dem Hause Gutendorf vermählt. Aus dieser Ehe gingen ein Sohn und eine Tochter hervor. Nach dem frühen Tod seiner ersten Frau heiratete er am 9. Juli 1897 in Köln (Standesamtlich in Münster Nr. 1897) Sophie von Borries (1869–1948).